# 雅子内親王
雅子内親王（がしないしんのう）は、醍醐天皇第10皇女。伊勢斎宮。別称：西四条斎宮（にししじょうさいくう）。のち藤原師輔室。母は更衣・源周子。同母兄弟に源高明らがいる。子女は藤原高光、藤原為光、尋禅、愛宮。

## 略歴
延喜11年（911年）内親王宣下、四品に叙される。延喜20年（920年）、源氏に賜姓されている。承平元年（932年）12月25日、斎宮に卜定される（賀茂斎院・婉子内親王も同日卜定）。卜定以前に内親王に復されているようだが、史料には見られない。承平2年（933年）6月10日、宮内省へ初斎院入りし、9月28日に野宮に入る。承平3年（934年）9月26日、伊勢へ下向。承平6年（936年）3月7日、母・周子の死去により退下、5月3日に帰京。
天慶2年（939年）頃、藤原師輔と結婚した。3男1女をもうける。天暦8年（954年）8月29日死去。享年45。
斎宮卜定前に藤原敦忠と恋仲であったと言われ、『敦忠集』に2人の情熱的な贈答歌が多く残されている。しかし『大和物語』によれば結婚が決まった矢先に雅子内親王は斎宮に卜定され、2人の恋は実らなかったという。斎宮退下の後は敦忠の従兄弟で同母姉・勤子内親王の夫でもある師輔と結婚、前斎宮の内親王が降嫁した唯一の例となった。

## 子女
- 男子：藤原高光（939-994）- 右近衛少将、のち出家して如覚
- 女子：愛宮 (941-?）- 左大臣源高明室、源経房の母
- 男子：藤原為光（942-992）- 太政大臣
- 男子：尋禅（943-990）- 天台座主第19世